# エリッヒ・フォン・シュトロハイム
エリッヒ・フォン・シュトロハイム（Erich von Stroheim、1885年9月22日 - 1957年5月12日）は、オーストリアで生まれハリウッドで活躍した映画監督・俳優。映画史上特筆すべき異才であり、怪物的な芸術家であった。徹底したリアリズムで知られ、完全主義者・浪費家・暴君などと呼ばれた。また、D・W・グリフィス、セシル・B・デミルとともに「サイレント映画の三大巨匠」と呼ばれることもある。

## 来歴・人物

### 初期

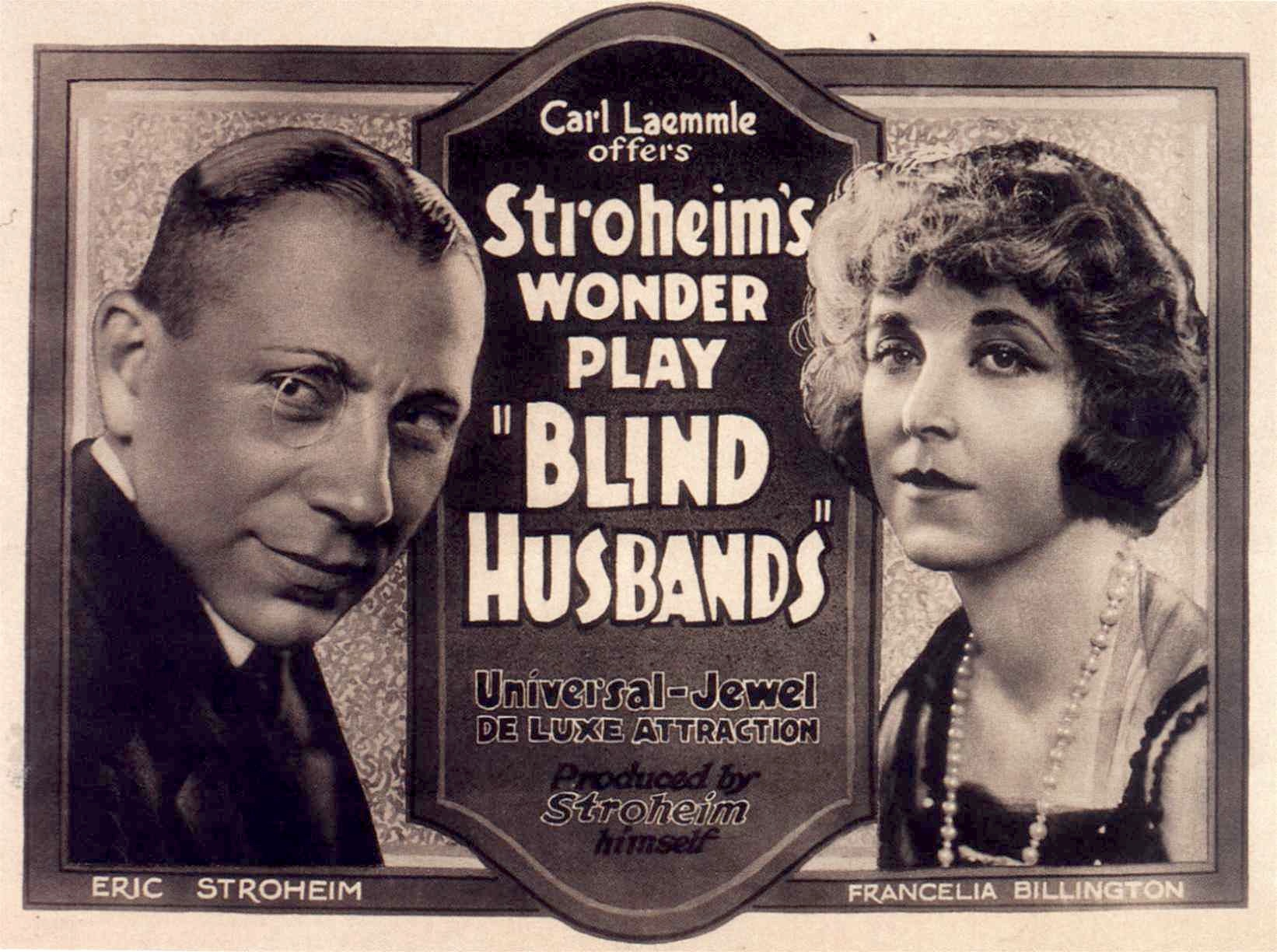
『アルプス颪』（1919年）のポスター

1885年9月22日、オーストリア＝ハンガリー帝国（現在のオーストリア）ウィーンにてユダヤ系ドイツ人の両親の間にエリッヒ・オズヴァルド・シュトロハイムとして生まれる。父親は帽子職人。商業学校を卒業後帽子職人となる。1906年に陸軍入隊、翌年除隊。1909年にアメリカに渡った。
出自の貧しいユダヤ系オーストリア人ではあったが、新天地・アメリカで幅を利かせるため、いかにもドイツ風で独特な容貌の魁偉さ、尊大な立ち居振る舞いを映画界でのブラフに利用し、貴族名前の称号「von」（フォン）を自称した。自称の経歴によれば、父はフリードリヒ・フォン・ノルトヴァルト公で、士官学校在学中に貴族と決闘沙汰を起こし、フランツ・ヨーゼフ皇帝から直々にアメリカ行きを勧められたという。
1914年、軍服アドバイザーとして映画界に入り、D・W・グリフィスの『國民の創生』（1914年）で監督助手を務めた。また同作では屋根から落ちる役でエキストラ出演もしている。続いてグリフィスの『イントレランス』（1916年）ではアシスタントディレクターを務め、パリサイ人役で出演した。その独特な容貌・個性的なキャラクターを買われ、1918年に第一次世界大戦におけるドイツ軍の残虐を描いたグリフィスの『君国の為に（人間の心）』ではそのドイツ人将校を演じて知名度を上げた。
1919年、アルプスの高地を背景に、或るアメリカ人夫婦と（彼自身が演じた）悪徳好色漢との三角関係を、綿密なリアリズムで描いた『アルプス颪』（1919年）の脚本をユニヴァーサルに売り込み、自ら監督・主演して成功を収めた。

### 高い評価

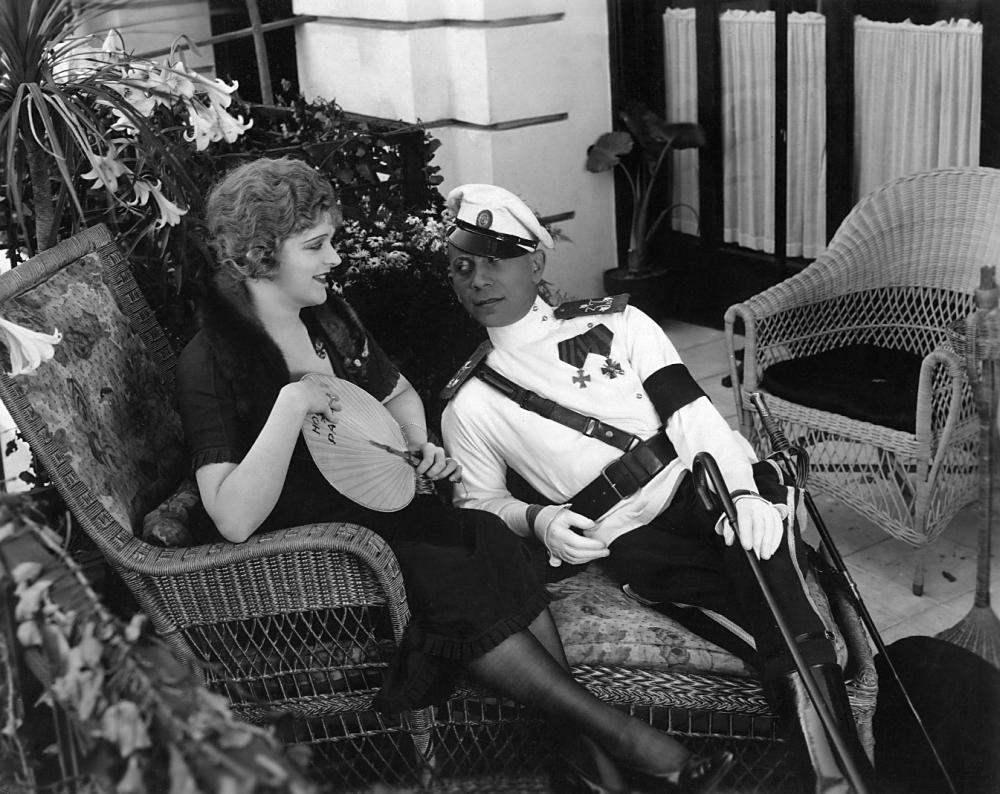
『愚なる妻』（1922年）右がシュトロハイム

アメリカ映画初めてといえる冷徹な性格俳優として名をなした彼は、『アルプス颪』で監督としても一流と認められ、続いて『悪魔の合鍵』（1919年、監督・出演・原案・美術）と『愚なる妻』（1921年、監督・出演・脚本・衣装）を製作した。『悪魔の合鍵』は、小説が売れると考えたアメリカ作家の美しい妻が、パリの誘惑に負けて高価な衣装を買うが払えなくなったため、その衣装店のマダムが富豪に世話をして利益を得ようとする話で、日本でも公開され高く評価された（ただしフィルムは現存しない）。
続いて空前の巨費を投じた『愚なる妻』では、奸知にたけた好色漢として、ありとあらゆる女性を毒牙にかけ、最後に惨殺されて下水に投げ込まれるという役柄を演じた。これらの作品はいずれも女の愚かさを強調して描いている点で3部作をなし、綿密な自然描写でサイレント映画芸術における極致を示した。
次の『メリー・ゴー・ラウンド』（1922年、共同監督・脚本・美術・衣装）は、撮影中に会社側と衝突して退社し、ルパート・ジュリアン監督によって完成された。

### MGM時代
その後ユニヴァーサルからメトロ・ゴールドウィン・メイヤーに転じ、アメリカの生んだ自然主義作家フランク・ノリスの長編『死の谷』の映画化である『グリード』（1923年、監督・脚本・美術）に取り組むが、作品の舞台を19世紀から現代に移し変え、人間の貪欲と我欲をテーマに、サンフランシスコの無免許歯科医マクティーグとその妻の生活や本能を凄まじいリアリズムで描いた異色の力作であり、シュトロハイムの名を不滅のものにした。
続いての『メリー・ウィドー』（1925年、監督・脚本・美術・衣装）は、フランツ・レハールの名を高らしめた同名のオペレッタの映画化であるが、大部分がシュトロハイム特有の甘さに溢れたオリジナルの脚本で、ウィンナワルツ調の佳作となった。彼は、アメリカ映画空前絶後のリアリストであったが、少年期を過ごして来た帝政末期のウィーンの描写ではロマンチストに変じた。
次作『結婚行進曲』（1928年、監督・主演・脚本・美術・衣装）では、純情娘と甘い恋に耽りつつも家柄を守るために、足が悪く醜い成金娘と望まぬ結婚をする貴族の御曹子でウィーンの遊蕩士官を演じた。1929年、シュトロハイムはグロリア・スワンソン製作・主演の『クィーン・ケリー』（監督・脚本・美術）に取り掛かるが、撮影中にスワンソンと衝突し撮影中止となる。1932年、初のトーキーとなる『Walking Down Broadway』を手がけるが、未公開で終わり、同時にこれがシュトロハイムの監督としての最後の作品となった。

### 俳優として

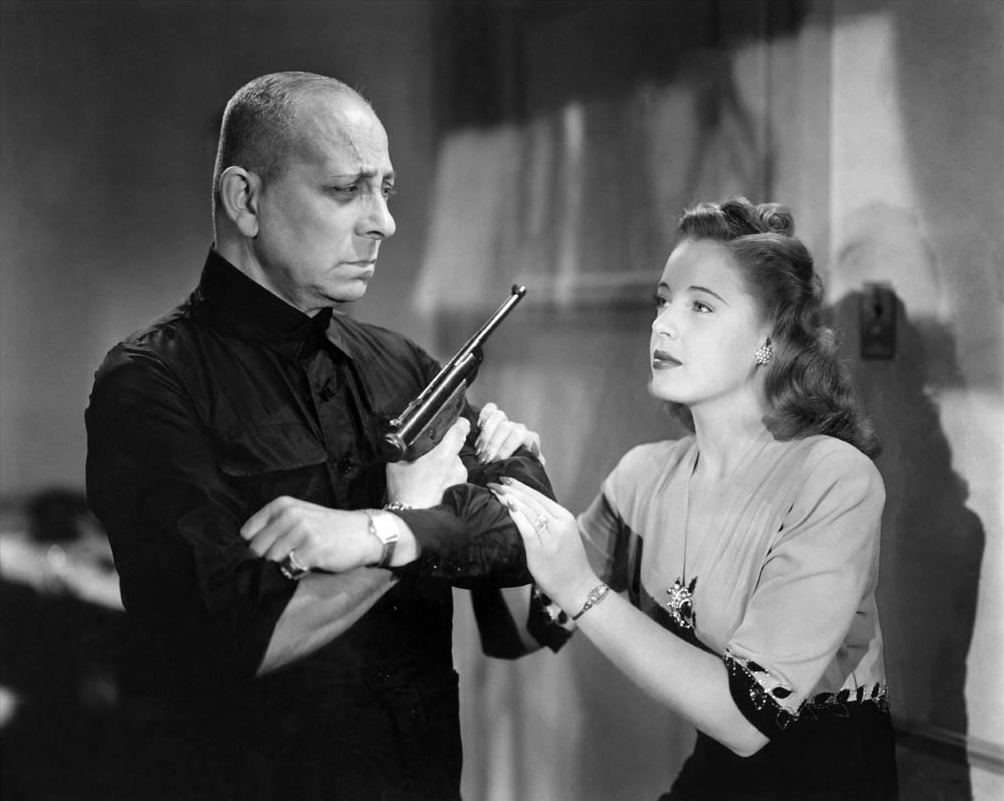
『たそがれの恋』（1945年）

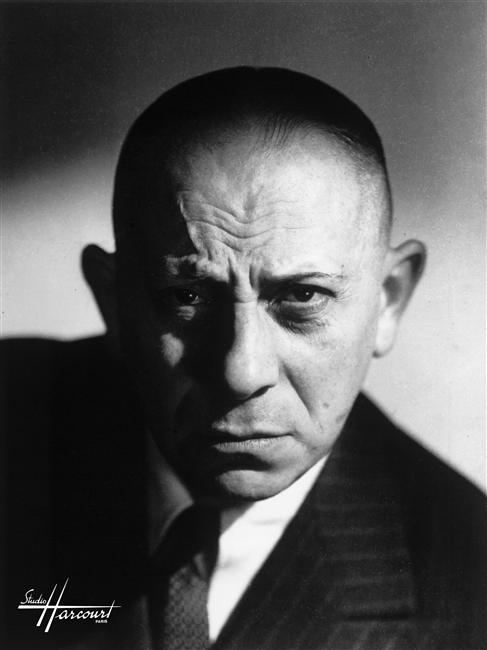
宣伝写真（1946年）

監督としてのキャリアに終止符を打った後も、主にハリウッドを拠点に脇役専業の大物性格俳優として異彩を放った。ハリウッド映画での活動が多かったが、ジャン・ルノワールのフランス映画『大いなる幻影』（1937年）では貴族出身の毅然としたドイツ軍将校を重厚に演じ、監督隠退後のキャリアにおける最高の演技を見せている。
また第二次世界大戦後の1950年に公開されたビリー・ワイルダーの『サンセット大通り』では、引退女優を演じるグロリア・スワンソンの執事を演じている、自らをモデルにしたような往年の監督などに扮し、アカデミー賞助演男優賞にノミネートされた。強烈な印象を残す俳優として称賛を浴び続けた。
もっともそのキャラクター自体の強烈さは、俳優専業となっても変わっていなかった。ビリー・ワイルダーは第二次世界大戦中の1943年の戦争映画『熱砂の秘密』を監督するに当たり、実在のドイツ軍指揮官エルヴィン・ロンメル将軍の役に敵役として相応しいシュトロハイムを選び、自ら出演を懇請して助演を得た（初対面時、彼を「偉大な監督」、と賞賛したワイルダーに対するシュトロハイムの返答は「もっとも偉大な監督、だ」という訂正であった）。
撮影に入ったワイルダーは、シュトロハイムのリアリズムへの拘り（軍帽に隠れる額から上は日焼けメイクをさせず肌の色のまっすぐな境界を見せる、実際に軍用に使われていた保護カバー付腕時計調達を要請する、など）に感銘を受けたものの、ついには危うく演出まで乗っ取られかけ、大変な目に遭ったことを、晩年のインタビューで語っている。

### 晩年
その後ヨーロッパに渡り、1955年に3本の映画に出演したのを最後に撮影現場から遠ざかり、1957年にフランスのパリ郊外のモールパで72年の生涯を閉じた。亡くなる2ヶ月前にレジオンドヌール勲章を受章した。

## 完全主義者
シュトロハイムは度が過ぎるほどの完全主義者として知られた。その異常とも言える完全主義への執念は様々なエピソードに残されている。
例えば、サイレント映画にもかかわらず俳優にはきちんと台詞を読ませて、何度もリハーサルを行ったり、本物の小道具を使ったり、作品の脚本には映画では撮影しないはずの登場人物の生育歴が綿々と書きつづられていたり、ついには役者の下着にまでこだわるほど。また、当時はサイレント映画なのに、ドアベルまできちんと鳴るように気配りさせたという。『愚なる妻』ではモンテカルロのカジノを、ハリウッドに実物そっくりに再現させてしまう。撮影期間も超過し完成するまで13ヶ月もかかり、製作費は最終的には110万ドルも投じられた。
『グリード』では全編ロケーション撮影を行ったが、ラストシーンはデスヴァレー（通称:死の谷）で撮影を強行し、酷暑のため病人が続出し、ついには死者まで出してしまう。『結婚行進曲』ではオリジナルの豪華な衣装を仕立て、豪勢な料理までも実際に作らせて、撮影中にキャストが口にした。これらはそれまでの映画撮影の常識を打ち破るものだった。
様々なものにこだわりすぎた挙句、ほとんどの作品で製作費がかさみ、上映時間もとても長くなってしまうことが多かった。その場合はほとんどの作品が勝手に編集されて大幅にカットされている。『悪魔の合鍵』ではフィルムの3分の1がカットされ、『愚なる妻』では上映時間が8時間にものぼったため、最終的に1時間50分ほどに短縮させられた。『グリード』では最初の完成作品は42巻で上映時間9時間を越える空前の長尺となり、会社と揉めた末2時間余りにずたずたにカットされた。第1部と第2部に分れていた『結婚行進曲』はスタジオから編集権を奪われたため、第2部は未公開で終わっている。
このような徹底しすぎる完全主義により、ほとんどの作品で予算超過・長尺となり、それが原因で会社やスタッフ、俳優とも何度も衝突している。結局シュトロハイムは、43歳にして映画づくりの道を断たれ、呪われた監督となった。

## 主な監督作品

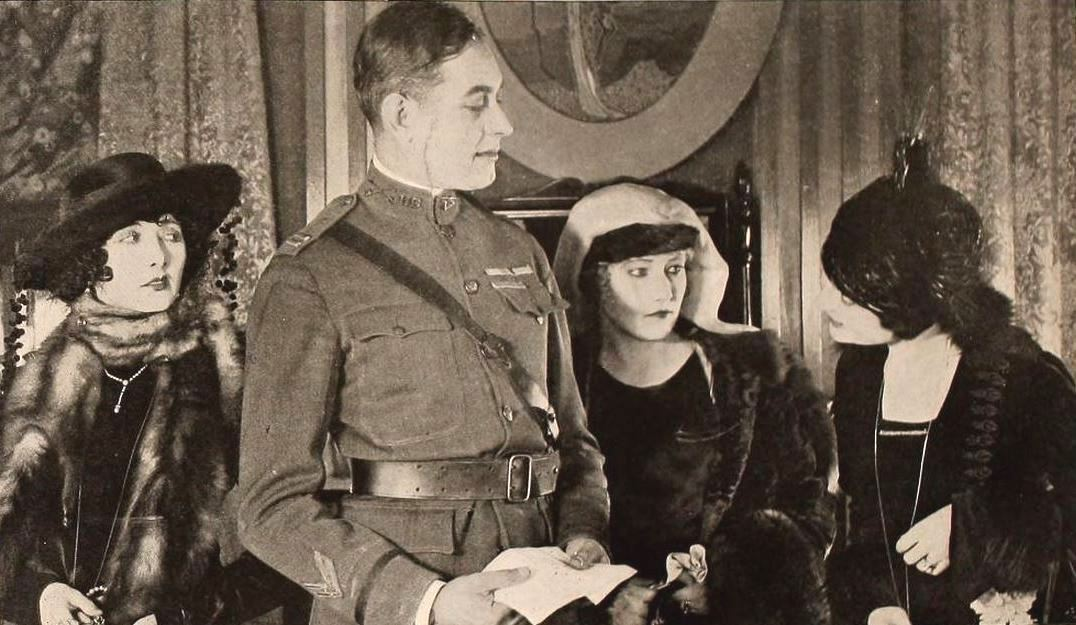
『悪魔の合鍵』のワンシーン

- アルプス颪 Blind Husbands （1919年、脚本・原案・主演）
- 悪魔の合鍵 The Devil's Pass Key （1920年、脚本・原案・美術・主演）
- 愚なる妻 Foolish Wives  （1921年、脚本・衣裳・主演）
- メリー・ゴー・ラウンド Merry-Go-Round （1923年、脚本・美術・衣裳）
- グリード Greed  （1924年、脚本・美術）
- メリー・ウイドー  The Merry Widow （1925年、脚本・美術・衣裳）
- 結婚行進曲 The Wedding March（1928年、脚本・美術・衣裳・主演）

## 主な出演作品
- 國民の創生 The Birth of a Nation （1915年）
- イントレランス Intolerance （1916年）パリサイ人
- グレイト・ガッボ The Great Gabbo （1929年） グレイト・ガッボ
- お気に召す儘  As You Desire Me （1932年）
- アンナ・カレニナ Anna Karenina  （1935年）
- 大いなる幻影 La Grande illusion （1937年）ラウフェンシュタイン大尉
- あらし Tempête （1940年）
- 熱砂の秘密 Five Graves to Cairo （1943年）ロンメル将軍
- サンセット大通り Sunset Boulevard （1950年）マックス
- 妖花アラウネ Alraune （1952年）ジェイコブ
- ナポレオン Napoleon （1955年）ベートーヴェン

## 受賞歴

### アカデミー賞
ノミネート
1951年 アカデミー助演男優賞:『サンセット大通り』

### ゴールデングローブ賞
ノミネート
1951年 助演男優賞:『サンセット大通り』